# Venantius Fortunatus
Venantius Honorius Clementianus Fortunatus (ca. 530 – ca. 600/609) var en latinsk digter, komponist af salmer og biskop i den romersk-katolske kirke.

## Liv
Venantius Fortunatus blev født i Norditalien mellem Valdobbiadene, Ceneda og Treviso. Han voksede op under den byzantinske generobring af Italien og fik sin uddannelse i Ravenna. Hans værker viser, at han var godt kendt med ikke alene de klassiske poeter som Vergil, Horatius, Ovid, Statius og Martialis, men også kristne som Arator, Claudius og Sedulius.
Han flyttede til Gallien via de germanske områder (nu Tyskland) i midten af 560-tallet, sandsynligvis med den hensigt at blive hofdigter ved Merovingernes hof. Politik forhindrede hans hofkarriere, men han fik støtte fra kirkelig side som Gregor af Tours. Før år 600 var han biskop af Poitiers.

## Værker
Fortunatus er bedst kendt for to digte, som er blevet en fast del af liturgien i den katolske kirke.
- Pange lingua gloriosi proelium certaminis (engelsk: «Sing, O tongue, of the glorious struggle»), en hymne som senere inspirerede Thomas Aquinas' Pange Lingua.

og
- Vexilla Regis prodeunt (engelsk: «The banners of the King are lifted»), som er en sekvens sunget under vesper (aftensang) i Den stille uge. Det var ære for et stykke af Det sande kors, som var blevet sendt fra den østromerske kejser Justinus 2. til dronning Radegund af frankerne, som efter at hendes ægtemand Klotar 1. døde, grundlagde et kloster i den sydfranske region Aquitaine. Bybiblioteket i Poitiers opbevarer et manuskript fra 1000-tallet om Radegunds levned afskrevet fra en optegnelse af Fortunatus fra 500-tallet. Hun blev kanoniseret.

Venantius Fortunatus skrev 11 bøger med latinsk poesi i flere former, herunder epitafium (gravskrift), panegyriske digte, georgicer (landbrugsskildinger), onsolatio (trøstedigte) og rent religiøse digte. Hans versemål blev vigtige for udviklingen af den sene latinske litteratur, hovedsagelig fordi han skrev på en tid, da latinsk prosodi (verselære) bevægede sig fra den klassiske latins kvantitative vers mod middelalderlatinens aksentvers. Hans stil antyder nogle gange påvirkning fra hiberno-latin (den latin, irske munke skrev) iklædt en lærd græsk sprogdragt, som tilfældigvis optræder i hans digte. Han skrev også en hagiografi på vers om Martin af Tours som er blevet betegnet som antikkens sidste epos. Han skrev også en hagiografi om sin beskytter dronning Radegund.

## Festdag
Fortunatus er helgen i den romerske kirke. Hans mindefest 14. december fejres hovedsagelig i bispedømmet Poitiers og i nogle kirker i Veneto i Nordøstitalien.